# Good Luck, Babe!
"Good Luck, Babe!" is een lied van de Amerikaanse singer-songwriter Chappell Roan. Het werd op 5 april 2024 als single uitgebracht via Amusement Records en Island Records. Ze schreef het nummer samen met Justin Tranter en producer Dan Nigro. Het is een synthpop- en barokpopnummer waarvan de tekst verwijst naar verplichte heteroseksualiteit waarbij een lesbische vrouw haar romantische gevoelens voor vrouwen in het algemeen probeert te ontkennen.
"Good Luck, Babe!" werd door critici zeer positief ontvangen en werd opgenomen in verschillende (voorlopige) ranglijsten van beste nummers van 2024. Billboard prees het nummer als een "welverdiende doorbraak voor Chappell Roan". Het nummer steeg gestaag in de hitlijsten na verschillende liveoptredens, waaronder Coachella en The Tonight Show Starring Jimmy Fallon in juni 2024. "Good Luck, Babe!" stond bovenaan de hitlijsten in Ierland en bereikte de top 10 in Australië, België, Canada, IJsland, Letland, Libanon, Nieuw-Zeeland, de Filipijnen, Singapore, het Verenigd Koninkrijk, de Verenigde Staten en de Global 200. Ook bereikte het de top 20 in Oostenrijk, Litouwen, Luxemburg, Maleisië, Mexico, Noorwegen, San Marino, Zwitserland en de Verenigde Arabische Emiraten.

## Awards en nominaties
"Good Luck, Babe!" betekende ook Roans doorbraak bij grote awards-shows. Het nummer werd genomineerd voor Song of the Summer bij de MTV Video Music Awards en kreeg ook drie nominaties voor de Grammy Awards waaronder voor Record of the Year en Song of the Year. Begin 2025 kreeg het nummer de Brit Award voor International Song of the Year. 
De kranten NME, The Guardian en Rolling Stone duidden het nummer aan als beste single van 2025. 

## Hitlijsten

### Ultratop 50 Vlaanderen
| Positie: | 47 | 37 | 39 | 19 | 20 | 13 | 11 | 11 | 10 | 10 | 11 | 10 | 9  | 12 | 7  | 26 | 32 | 18  |
| Week:    | 19 | 20 | 21 | 22 | 23 | 24 | 25 | 26 | 27 | 28 | 29 | 30 | 31 | 32 | 33 | 34 | 35 |     |
| Positie: | 22 | 11 | 32 | 39 | 29 | 29 | 35 | 34 | 30 | 33 | 47 | 30 | 38 | 49 | 42 | 42 | 48 | uit |

## NPO Radio 2 Top 2000
Good Luck, Babe! stond in 2024 voor het eerst in de NPO Radio 2 Top 2000, op plek 1447.